# Convenção (norma)
Uma convenção (do latim conventione) é um conjunto de acordos, padrões estipulados ou geralmente aceitos,  normas, ou critérios, que nos países anglo-americanos frequentemente assume a forma de um costume.
Certos tipos de regras ou costumes podem tornar-se lei, e legislação regulamentadora pode ser introduzida para formalizar ou reforçar a convenção (por exemplo, leis que determinam de qual lado da via os veículos devem ser conduzidos).
Num contexto social, uma convenção pode reter o caráter de uma lei "não escrita" (por exemplo, o modo pelo qual as pessoas cumprimentam umas às outras, tal como apertar as mãos).

## Uso no Direito Internacional
No Direito Internacional, o termo convenção é usado para referir-se a uma lei internacional que rege princípios a serem seguidos pelos países signatários (no Brasil, uma convenção internacional deverá ser ratificada formalmente pelo Presidente da República para ter eficácia, depois de ser aprovada pelo Congresso Nacional) tais como as convenções da ONU ou da OIT.
Conforme Constituição da República Federativa do Brasil de 1988.
"Art. 84. Compete privativamente ao Presidente da República:
VIII - celebrar tratados, convenções e atos internacionais, sujeitos a referendo do Congresso Nacional;"

## Uso no Direito Brasileiro
No Direito positivo brasileiro interno, uma convenção pode ser uma das formas de acordos de vontade, tais como contratos, pactos propriamente ditos e convenção entre as partes. Dessa forma, por exemplo, um grupo de empresas pode ser instituído por uma convenção assinada pelas participantes.
O termo é mais usado no Direito do Trabalho, onde sindicatos de empregados e empregadores estipulam normas complementares às estabelecidas em lei por meio de Convenção Coletiva de Trabalho.

## Uso em Ciências Contábeis
Em contabilidade, uma convenção (tradução corrente para o inglês Constraints) é uma forma restrita do gênero  princípios contábeis geralmente aceitos (as outras categorias seriam os postulados e os princípios propriamente ditos, segundo classificação adotada pela CVM para os balanços das companhias abertas brasileiras). 

## Uso na Física
Na física, valores numéricos (tais como constantes, quantidades, ou escalas de medida) são denominados convencionais se não representam uma propriedade mensurada da natureza, mas originam-se numa convenção (por exemplo, a média de muitas medições, acordada entre os cientistas que trabalham com estes valores).